# Myanmar op de Olympische Zomerspelen 2012
Myanmar nam deel aan de Olympische Zomerspelen 2012 in Londen, Verenigd Koninkrijk.

## Deelnemers en resultaten
(m) = mannen, (v) = vrouwen

### Atletiek
| Olympiër     | Onderdeel    | Resultaat | Prestatie              |
| ------------ | ------------ | --------- | ---------------------- |
| Thet Zaw Win | 400m (m)     | 47e       | serie 4: 8ste in 50,07 |
|              |              |           |                        |
| San Ni Lar   | marathon (v) | 105e      | 3:04.27                |

### Boogschieten
| Olympiër     | Onderdeel       | Resultaat | Prestatie |
| ------------ | --------------- | --------- | --- |
| Myo Aung Nay | individueel (m) | 17e       | plaatsingsronde: 56ste met 646 punten 1ste ronde: W van FRA Girouille: 6-5 2de ronde: V van UKR Ivashko: 1-7 |

### Judo
| Olympiër     | Onderdeel | Resultaat | Prestatie                                        |
| ------------ | --------- | --------- | ------------------------------------------------ |
| Aung Aye Aye | -78kg (v) | 9e        | 1ste ronde: vrij 2de ronde: V CHN Yang: waza-ari |

### Roeien
| Olympiër      | Onderdeel | Resultaat | Prestatie                                                                     |
| ------------- | --------- | --------- | ----------------------------------------------------------------------------- |
| Zin Latt Shwe | skiff (v) | 28e       | serie 4: 5de in 8.10,15 herkansingen: 3de in 8.09,59 finale E: 4de in 8.56,06 |

### Schietsport
| Olympiër  | Onderdeel            | Resultaat | Prestatie                                              |
| --------- | -------------------- | --------- | ------------------------------------------------------ |
| Kyu Maung | 10m luchtpistool (m) | 39e       | kwalificatie: 39ste met 565 punten (95-94-95-92-94-95) |

Afghanistan · Albanië · Algerije · Amerikaanse Maagdeneilanden · Amerikaans-Samoa · Andorra · Angola · Antigua en Barbuda · Argentinië · Armenië · Aruba · Australië · Azerbeidzjan · Bahama's · Bahrein · Bangladesh · Barbados · België · Belize · Benin · Bermuda · Bhutan · Bolivia · Bosnië en Herzegovina · Botswana · Brazilië · Britse Maagdeneilanden · Brunei · Bulgarije · Burkina Faso · Burundi · Cambodja · Canada · Centraal-Afrikaanse Republiek · Chili · China · Chinees Taipei · Colombia · Comoren · Congo-Brazzaville · Congo-Kinshasa · Cookeilanden · Costa Rica · Cuba · Cyprus · Denemarken · Djibouti · Dominica · Dominicaanse Republiek · Duitsland · Ecuador · Egypte · El Salvador · Equatoriaal-Guinea · Eritrea · Estland · Ethiopië · Fiji · Filipijnen · Finland · Frankrijk · Gabon · Gambia · Georgië · Ghana · Grenada · Griekenland · Groot-Brittannië · Guam · Guatemala · Guinee · Guinee‑Bissau · Guyana · Haïti · Honduras · Hongarije · Hongkong · Ierland · IJsland · India · Indonesië · Irak · Iran · Israël · Italië · Ivoorkust · Jamaica · Japan · Jemen · Jordanië · Kaaimaneilanden · Kaapverdië · Kameroen · Kazachstan · Kenia · Kirgizië · Kiribati · Koeweit · Kroatië · Laos · Lesotho · Letland · Libanon · Liberia · Libië · Liechtenstein · Litouwen · Luxemburg · Macedonië · Madagaskar · Malawi · Maldiven · Maleisië · Mali · Malta · Marshalleilanden · Marokko · Mauritanië · Mauritius · Mexico · Micronesië · Moldavië · Monaco · Mongolië · Montenegro · Mozambique · Myanmar · Namibië · Nauru · Nederland · Nepal · Nicaragua · Nieuw-Zeeland · Niger · Nigeria · Noord-Korea · Noorwegen · Oeganda · Oekraïne · Oezbekistan · Oman · Oostenrijk · Oost-Timor · Pakistan · Palau · Palestina · Panama · Papoea-Nieuw-Guinea · Paraguay · Peru · Polen · Portugal · Puerto Rico · Qatar · Roemenië · Rusland · Rwanda · Saint Kitts en Nevis · Saint Lucia · Saint Vincent en Grenadines · Salomonseilanden · Samoa · San Marino · Sao Tomé en Principe · Saoedi-Arabië · Senegal · Servië · Seychellen · Sierra Leone · Singapore · Slovenië · Slowakije · Soedan · Somalië · Spanje · Sri Lanka · Suriname · Swaziland · Syrië · Tadzjikistan · Tanzania · Thailand · Togo · Tonga · Trinidad en Tobago · Tsjaad · Tsjechië · Tunesië · Turkije · Turkmenistan · Tuvalu · Uruguay · Vanuatu · Venezuela · Verenigde Arabische Emiraten · Verenigde Staten · Vietnam · Wit-Rusland · Zambia · Zimbabwe · Zuid-Afrika · Zuid-Korea · Zweden · Zwitserland · Onafhankelijke atleten